# Conostegia inusitata
Conostegia inusitata är en tvåhjärtbladig växtart som beskrevs av John Julius Wurdack. Conostegia inusitata ingår i släktet Conostegia och familjen Melastomataceae.
Artens utbredningsområde är Peru. Inga underarter finns listade i Catalogue of Life.